# Pickup (grammofon)
 For alternative betydninger, se Pickup. (Se også artikler, som begynder med Pickup)
En pickup er en  elektromagnetisk transducer, der omsætter vibrationer forårsaget af pickup'ens nåls (eller stifts) bevægelse gennem rillen på en grammofonplade til et analogt elektrisk signal, der efter forstærkning og RIAA-efterbetoning kan gengives som lyd. Pickup'en er placeret for enden af grammofonens arm, der giver et let og justerbart tryk på den og samtidig tillader pickup'en at følge rillens spirallinje fra kanten af pladen til det sidste spor nær midten.  
Pickup'en afløste det oprindelige helt mekaniske system på fonografer og grammofoner, hvor en nål fulgte rillens bugtninger og videregav bevægelsen til en membran i bunden af en tragt, der så satte luften i bevægelse og gav lyd. Den første elektriske pickup kom frem i 1925 og var baseret på en bevægelig spole i et magnetfelt.
Nålen af bambus eller jern blev efterhånden erstattet med en stift, gerne af omhyggeligt tilslebet korund (safir), diamant eller osmium. Samtidig blev stiften mindre. Derfor kræver afspilning af gamle 78 rpm-lakplader andre stifter end de moderne. 
Pickup'en skal kunne følge to bevægelser, op ad den ene side af rillen og op ad den anden side, hvis pladen, der skal afspilles, er i stereo. Dvs. der er to transducere i hovedet. 
Der findes flere typer pickup'er. Den oprindelige type bestod af en bevægelig spole forbundet med stiften, der bevægede sig i et magnetfelt, hvorved der induceredes elektrisk strøm i spolen. I løbet af 1930'erne blev pickup'er baseret på et piezoelektrisk krystal som seignettesalt udbredte. Fra 1950'erne begyndte elektromagnetiske pickup'er igen at vinde frem men i en mere nøjagtigt udført konstruktion, desuden var de lettere. Der findes både typer med bevægelige spoler og typer med en lille, bevægelig magnet. Den komponent, der bevæger sig, kan også være udført af blødt jern, hvor en fast magnet skaber det magnetfelt, der skal inducere strømmen. En variant er baseret på et lille kryds af jern, der bevæges i et magnetfelt. Sådan en type blev introduceret af Bang & Olufsen. 